# Tarodes lineatus
Tarodes lineatus là một loài nhện trong họ Salticidae.
Loài này thuộc chi Tarodes. Tarodes lineatus được Mary Agard Pocock miêu tả năm 1899.